# Route 75 (Manitoba)
La Route 75 (PTH 75), aussi connue comme la Lord Selkirk Highway, est une importante route du Manitoba. Elle est le lien principal entre la ville de Winnipeg et la frontière canado-américaine, où elle relie l'I-29 / US 81.

## Description du tracé
La route 75 débute à la frontière canado-américaine à Emerson et se dirige vers le nord en longeant la rive ouest de la rivière Rouge. Elle est une voie rapide à quatre voies sur toute sa longueur et passe par St. Jean Baptiste, Morris, Sainte-Agathe et Saint-Norbert avant d'atteindre la route périphérique de Winnipeg (route 100) et de prendre fin. Son trajet se poursuit vers le centre-ville comme Route 42.

## Histoire
Le tracé de la route 75 a pour origine la Pembina Trail, laquelle était utilisée pour parcourir la distance entre la Colonie de la rivière Rouge et Fort Pembina durant le 19e siècle. Le gouvernent provincial a commémoré cela en désignant la route la Lord Selkirk Highway en 1962. Au début du 20e siècle, la piste a évolué pour devenir le segment canadien de la Jefferson Highway reliant Winnipeg à La Nouvelle-Orléans.
La route a d'abord porté le numéro 14 lorsque le Manitoba a introduit son réseau de routes numérotées en 1920. Elle a été renumérotée comme route 75 en 1949 car, à l'époque, elle était reliée à la US 75 à Emerson et qu'il était commun pour la province de faire correspondre ses numéros de routes à ceux des US Routes. Coïncidant avec la renumérotation, le segment entre Emerson et Letellier a été remplacé par une route plus directe un peu plus à l'ouest de la route originale le long de la rivière Rouge. D'autres changements ont eu lieu dans les années 1950 lorsqu'une route plus directe fut construite dans la municipalité rurale de Ritchot et que des routes de contournement furent construites autour de Sainte-Agathe et de St. Jean Baptiste.
La route 75 se rendait jusqu'au centre-ville de Winnipeg. Avant 1966, la route 75 empruntait la Pembina Highway (l'actuelle Route 42) et Osborne Street (l'actuelle Route 62) jusqu'à la route 1, puis, continuait vers le nord comme route 6. Lorsque les routes métropolitaines de Winnipeg furent introduites vers 1966, le tronçon de la route 75 dans les limites a été déclassé.
La route 75 a été graduellement convertie en voie rapide de quatre voies entre 1985 et 1994, à l'exception d'un segment dans la ville de Morris et entre l'ancien poste-frontière d'Emerson et la jonction avec l'ancienne route 29. La fermeture des postes-frontière de Noyes et d'Emerson East (Canada en 2003; États-Unis en 2006) a relégué le terminus sud de la route 75 en cul-de-sac à la frontière. C'est pourquoi la route a été réalignée vers son terminus sud actuel en 2012. La majeure partie de la portion déclassée de la route 75 fait maintenant partie de la route 200. Les automobilistes souhaitant emprunter la US 75 doivent passer par Pembina, Dakota du Nord via l'I-29, la ND-59 et la MN-171.

## Intersections majeures
| Division                                      | Ville         | km    | Sortie                      | Destinations                                               | Notes |
| --------------------------------------------- | ------------- | ----- | --------------------------- | ---------------------------------------------------------- | --- |
| No. 3                                         | Emerson       | 0,00  |                             | I-29 / US 81 sud – Grand Forks                             | Continue au Dakota du Nord |
| No. 3                                         | Emerson       | 0,00  | Frontière canado-américaine |                                                            | |
| No. 3                                         | Emerson       | 1,80  |                             | PR 243 ouest – Gretna PR 200 nord – Emerson, Dominion City | Terminus est de la PR 243 Terminus sud de la PR 200 |
| No. 3                                         |               | 8,70  |                             | PR 421 ouest – Sommerfeld                                  | Terminus est de la PR 421 |
| No. 3                                         | Letellier     | 15,70 |                             | PR 201 – Altona, Dominion City                             | |
| No. 3                                         |               | 22,70 |                             | PTH-14 ouest – Winkler                                     | Terminus est de la PTH-14 |
| No. 3                                         | Morris        | 40,90 |                             | PTH-23 est (Montreal Avenue) – La Rochelle                 | Terminus sud du multiplex avec la PTH-23 |
| No. 3                                         | Morris        | 41,30 |                             | PTH-23 ouest (Boyne Avenue) – roland                       | Terminus nord du multiplex avec la PTH-23 |
| No. 3                                         |               | 44,70 |                             | PR 330 nord – Domain, La Salle                             | Terminus sud de la PR 330 |
| No. 3                                         |               | 54,60 |                             | PR 205 – Rosenort, Aubigny, Saint-Pierre-Jolys             | |
| No. 2                                         | Sainte-Agathe | 68,80 |                             | PR 305 – Brunkild, Niverville                              | |
| No. 2                                         |               | 82,30 |                             | PR 210 est – Saint-Adolphe                                 | Terminus ouest de la PR 210 |
| No. 2                                         | Howden        | 86,72 |                             | PR 247 ouest – La Salle                                    | Terminus est de la PR 247 |
| No. 11                                        | Winnipeg      | 90,80 |                             | Début de la Route 42 (Turnbull Drive)                      | Terminus sud du multiplex avec la Route 42 |
| No. 11                                        | Winnipeg      | 93,60 | 94                          | PTH-100 (Perimeter Highway) – Brandon, Kenora              | Échangeur; terminus nord du multiplex avec la Route 42; la PTH-75 nord devient la Route 42 nord; indiqué sortie 94A (est) et 94B (ouest); sortie 18 de la PTH-100 |
| - Terminus de multiplex - Transition de route |               |       |                             |                                                            | |